# Dysphania chalybeata
Dysphania chalybeata är en fjärilsart som beskrevs av Butler 1876. Dysphania chalybeata ingår i släktet Dysphania och familjen mätare. Inga underarter finns listade i Catalogue of Life.